# Arquidiocese de Nova Orleães
A Arquidiocese de Nova Orleães (Archidiœcesis Novæ Aureliæ) é uma arquidiocese da Igreja Católica situada em Nova Orleães, Louisiana, Estados Unidos. Seu atual arcebispo é Gregory Michael Aymond. Sua Sé é a Catedral Basílica de São Luís.
Possui 107 paróquias servidas por 352 padres, contando com 42% da população jurisdicionada batizada.

## História
A diocese da Louisiana e das duas Flóridas foi ereta em 25 de abril de 1793, recebendo o território da diocese de San Cristóbal de la Habana (atualmente arquidiocese).
Em 29 de agosto de 1825 cede uma parte do seu território em vantagem da ereção do vicariato apostólico do Alabama e das Flóridas (hoje arquidiocese de Mobile).
Em 18 de julho de 1826 cede outra parte de seu território em vantagem da ereção da diocese de Saint Louis (hoje arquidiocese) e do vicariato apostólico do Mississippi (atual diocese de Jackson) e ao mesmo tempo assume o nome de diocese de Nova Orleães.
Em 19 de julho de 1850 cede uma porção do seu território em vantagem da ereção do vicariato apostólico do Território indígena a Leste das Montanhas Rochosas (hoje arquidiocese de Kansas City) e contextualmente é elevada ao posto de arquidiocese metropolitana.
Mais tarde, ele cedeu várias outras partes do seu território para a criação de novas dioceses:
- em 29 de julho de 1853 em vantagem da diocese de Natchitoches (hoje diocese de Alexandria);
- em 11 de janeiro de 1918 em vantagem da diocese de Lafayette;
- em 22 de julho de 1961 em vantagem da diocese de Baton Rouge;
- em 2 de março de 1977 em vantagem da diocese de Houma-Thibodaux.

A arquidiocese tem sido envolvida em um processo de assédio físico e sexual de crianças residentes em Madonna Manor e em Hope Haven por sacerdotes, religiosos e leigos que trabalhavam para a Arquidiocese, iniciado várias décadas antes; em outubro de 2009, a arquidiocese concordou em encerrar o caso, pagando mais de US$ 5 milhões para as vítimas.

## Prelados
| #                        | Nome                                       | Período    | Notas                             |
| Arcebispos               | Arcebispos                                 | Arcebispos | Arcebispos                        |
| ------------------------ | ------------------------------------------ | ---------- | --------------------------------- |
| 14º                      | Gregory Michael Aymond                     | 2009-atual |                                   |
| 13º                      | Alfred Clifton Hughes                      | 2002-2009  |                                   |
| 12º                      | Francis Bible Schulte                      | 1988-2002  |                                   |
| 11º                      | Philip Matthew Hannan †                    | 1965-1988  |                                   |
| 10º                      | John Patrick Cody †                        | 1964-1965  | Nomeado Arcebispo de Chicago      |
| 9º                       | Joseph Francis Rummel †                    | 1935-1964  |                                   |
| 8º                       | John William Shaw †                        | 1918-1934  |                                   |
| 7º                       | James Herbert Blenk, S.M. †                | 1906-1917  |                                   |
| 6º                       | Placide Louis Chapelle †                   | 1897-1905  |                                   |
| 5º                       | Francis August Anthony Joseph Janssens †   | 1888-1897  |                                   |
| 4º                       | Francis Xavier Leray †                     | 1883-1887  |                                   |
| 3º                       | Napoleon Joseph Perché †                   | 1870-1883  |                                   |
| 2º                       | Jean Marie (John Mary) Odin, C.M. †        | 1861-1870  |                                   |
| 1º                       | Anthony Blanc †                            | 1850-1860  |                                   |
| Arcebispos-coadjutores   |                                            |            |                                   |
|                          | Alfred Clifton Hughes                      | 2001-2002  |                                   |
|                          | John Patrick Cody                          | 1961-1964  |                                   |
|                          | Francis Xavier Leray                       | 1879-1883  |                                   |
|                          | Napoleon Joseph Perché                     | 1870       |                                   |
| Bispo-auxiliar           |                                            |            |                                   |
|                          | Fernand Joseph Cheri III, O.F.M.           | 2015-2023  | Faleceu no cargo                  |
|                          | Shelton Joseph Fabre                       | 2006-2013  | Nomeado Bispo de Houma-Thibodaux  |
|                          | Roger Paul Morin                           | 2003-2009  | Nomeado Bispo de Biloxi           |
|                          | Gregory Michael Aymond                     | 1996-2000  | Nomeado Bispo-coadjutor de Austin |
|                          | Dominic Carmon, S.V.D.                     | 1992-2006  |                                   |
|                          | Robert William Muench                      | 1990-1996  | Nomeado Bispo de Covington        |
|                          | Stanley Joseph Ott                         | 1976-1983  | Nomeado Bispo de Baton Rouge      |
|                          | Harold Robert Perry, S.V.D.                | 1965-1991  |                                   |
|                          | Louis Abel Caillouet                       | 1947-1976  |                                   |
|                          | John Marius Laval                          | 1911-1937  |                                   |
|                          | Gustave Augustin Rouxel                    |            |                                   |
| Bispos                   |                                            |            |                                   |
| 5º                       | Anthony Blanc †                            | 1835-1850  |                                   |
| 4º                       | Leo Raymond De Neckère, C.M. †             | 1829-1833  |                                   |
| 3º                       | Louis-Guillaume-Valentin Dubourg, P.S.S. † | 1815-1825  |                                   |
| 2º                       | Francisco Porró Reinado †                  | 1801-1803  | Nomeado Bispo de Tarazona         |
| 1º                       | Luis Ignatius Peñalver y Cárdenas †        | 1794-1801  | Nomeado Arcebispo de Guatemala    |
| Bispo-coadjutor          |                                            |            |                                   |
|                          | Joseph Rosati, C.M.                        | 1824-1826  |                                   |
| Administrador Apostólico |                                            |            |                                   |
|                          | John Patrick Cody                          | 1962-1964  |                                   |
|                          | Joseph Rosati, C.M. †                      | 1826-1829  |                                   |
|                          | Louis-Guillaume-Valentin Dubourg, P.S.S. † | 1812-1815  |                                   |
|                          | John Carroll †                             | 1805-1812  |                                   |